# 陳彦回
陳 彦回（ちん げんかい、生年不詳 - 1402年）は、明代の官僚。字は士淵。本貫は興化軍莆田県。

## 生涯
帰安県丞の陳立誠の子として生まれた。陳立誠が誣告を受けて死刑とされると、彦回は雲南に流され、家人や従者の多くは道中に死んだ。一行が四川に到着したとき、ただ彦回と祖母の郭氏だけが生きていた。大赦に遭って釈放されたが、路銀がなく帰ることができなかったので、現地の知県の黄積良を頼り、黄姓を名乗った。長らくを経て、閬中教諭の厳徳政の推薦により、保寧府訓導に任じられた。1397年（洪武30年）、任期を満了して上京し、洪武帝の謁見を受けて平江知県とされた。1398年（洪武31年）、洪武帝が死去すると、彦回は入朝してその葬儀に参列した。給事中の楊維康の推薦により、徽州府知府に抜擢された。1399年（建文元年）、循良な官吏として建文帝に賞を受けた。祖母の郭氏が死去したため、彦回は官を去ろうとしたが、徽州の民衆が南京の宮中に駆け込んで留任を請願した。彦回は服喪のために痩せ細った体で宮中に赴いて陳述し、復姓を願い出た。かつて彦回が雲南に流されたとき、その弟の陳彦囦もまた遼東に流されていた。建文帝の命により陳彦囦の籍が除かれた。彦回は服喪を全うしたいと請願したが、許されなかった。彦回は祖母を徽州城の北十里の北山の南側に葬り、墓の下に駆けつけては、哭泣した。人々はこの山を「太守山」と呼んだ。彦回は「わたしは罪人である。亡命して別の姓を名乗っていた。祖母が生きていたころは、罪を得るのを恐れて、隠れ忍ぶこと二十年であった。いま祖母が亡くなったので、自ら死を請うべきである。陛下がわたしを特別に許されるのであるから、死をもって国に報いるだけだ」と人々に対して泣いていった。1402年（建文4年）、燕王朱棣の兵が南京に迫ると、彦回は義勇兵を糾合して援軍に赴いた。捕らえられて南京に連行され、死去した。